# Cecilia (Louisiane)
Pour les articles homonymes, voir Cécilia.
Cecilia est une census-designated place (CDP) (Trad. : « lieu désigné par le recensement ») située dans la paroisse de Saint-Martin, dans l'État de Louisiane, aux États-Unis.

## Histoire
À l'origine, cette localité s'appelait La Grande Pointe, mais elle a ensuite été rebaptisée en l'honneur de la première postière de la région, Cecilia Lastrappes.
Une église paroissiale fut construite en 1890 et le Père Augustin Blanc en devint le premier curé. Une seconde église (Sainte-Rose-de-Lima) fut édifiée en 1944 pour la communauté afro-américaine.

## Démographie
Cecilia est l'un des derniers bastions Cajuns de Louisiane avec 42,60 % de locuteurs francophones, dont 20,25 % des enfants de la localité. D'après le recensement de 2000, Cecilia comptait 1 505 habitants, dont 57,34 % de Blancs, 41,53 % de Noirs, 0,53 % d''Amérindiens, 0,33 % d'Asio-Américains et 0,27 % de multi-raciaux.